# 安德里伊夫卡 (薩赫諾夫希納市鎮)
49°1′39″N 35°59′6″E / 49.02750°N 35.98500°E
安德里伊夫卡（烏克蘭語：Андріївка）是位於烏克蘭東部的村莊，由哈爾科夫州别列斯京区的薩赫諾夫希納市鎮負責管轄。該村始建於1850年，面積0.86平方公里，海拔高度106米，2001年人口122，人口密度每平方公里141.9人。